# Chafariz de Arruda dos Vinhos

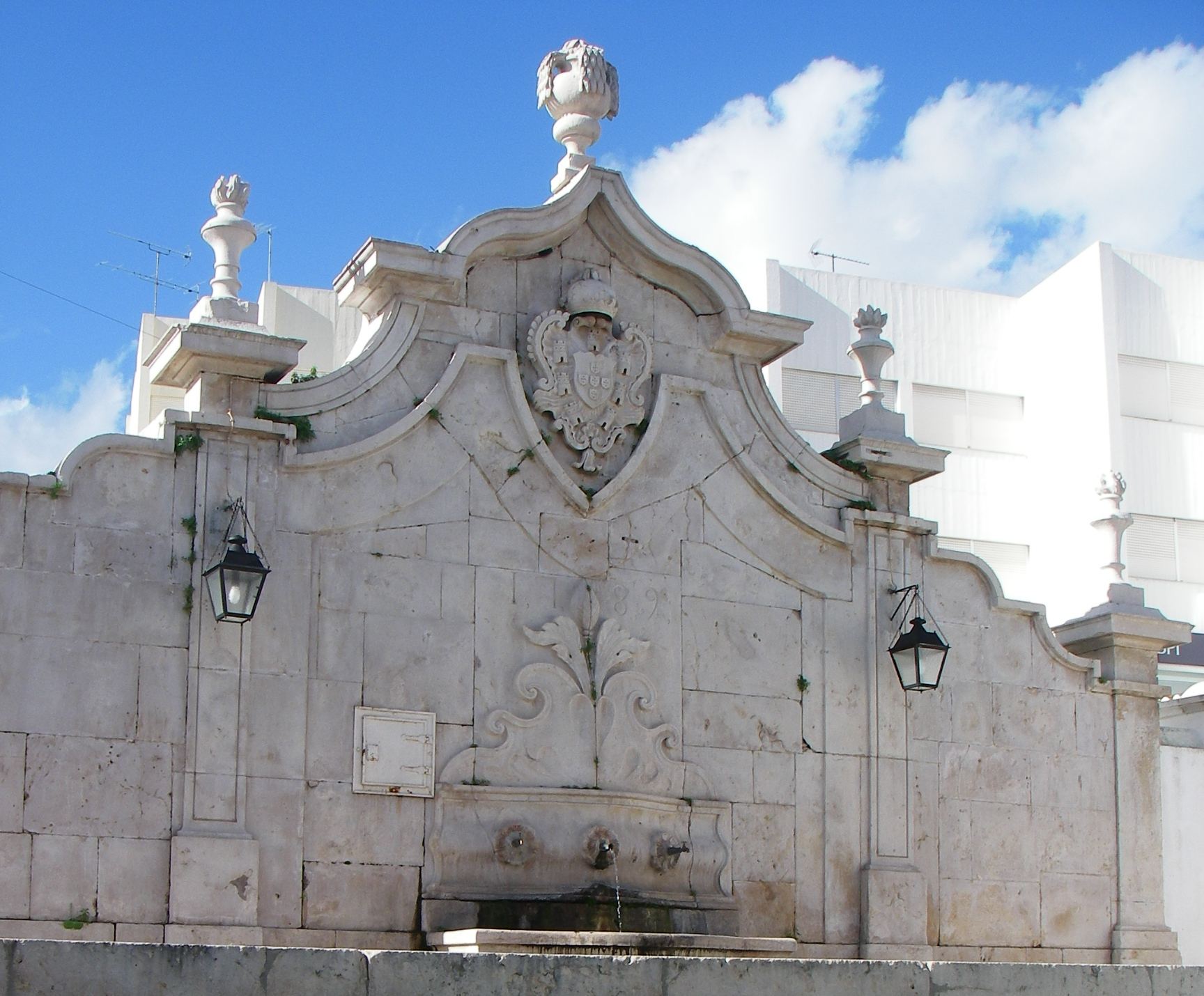
Chafariz pombalino de Arruda dos Vinhos.

O Chafariz Pombalino de Arruda dos Vinhos ou Chafariz de Arruda dos Vinhos é um chafariz localizado na freguesia de Arruda dos Vinhos do município de Arruda dos Vinhos, tendo sido classificado como Imóvel de Interesse Público no ano de 2005.
Foi edificado no ano de 1789, apresentando influências pombalinas e barrocas na sua contituição. No seu coroamento são apresentadas das armas de Portugal.
Desconhece-se quem foi o arquitecto, construtor e autor. Tipologicamente, é um chafariz de espaldar. Na sua construção foram utilizados materiais como alvenaria mista, reboco pintado e cantaria de calcário.